# 长果丛菔
长果丛菔（学名：Solms-laubachia dolichocarpa）为十字花科丛菔属下的一个种。

## 扩展阅读
- 維基物種上的相關：长果丛菔